# Luis Gil Torres
Luis Gil Torres (Puebla de Vallbona, 28 de enero de 1976 – 21 de abril de 2024), fue un futbolista español que ocupaba la posición de delantero. Fue jugador profesional entre 1996 y 2010, compitiendo con varios clubes de Primera y Segunda División. Fue secretario general de la Asociación de Futbolistas Españoles (AFE) y director de Competiciones de LaLiga (2017-2024).

## Trayectoria como futbolista
Sus primeros pasos en el mundo del fútbol fueron en el equipo de su pueblo, el Atlético Vallbonense donde destacó en su juego y le valió para llegar al filial del R. C. D. Mallorca a mediados de la década de 1990. La temporada 1996-97 debutó con los isleños en la Segunda División, jugando 5 partidos. Entre 1997 y 1999 disputó algunos partidos más en la categoría de plata en el C. D. Logroñés.
La temporada 1999-00 fichó por el Real Murcia, con quien consiguió el ascenso a Segunda División en su primera temporada. En la segunda se mantuvo como delantero titular, sumando 38 partidos, con 5 goles. Esta marca le facilitó su contratación por el Sevilla F. C. que lo incorporó en su plantel de Primera División. El valenciano debutó en la máxima categoría en la temporada 2001-02, aunque solo jugó 18 partidos, la mayoría como suplente.
En 2002 fue cedido al Polideportivo Ejido, donde realizó una aceptable temporada que le supuso el retorno al Sevilla. Pero en esta segunda etapa tan solo jugó  4 partidos. Sin terminar la temporada, fue traspasado al Elche CF.
El delantero permaneció en el equipo  ilicitano durante dos temporadas y media, disfrutando de cierta regularidad con un centenar de apariciones con los franja-verdes. El verano del 2006 marchó al C. D. Tenerife. En 2007 se incorporó a las filas del Alicante C. F. en Segunda B, consiguiendo el ascenso a la categoría de plata. De nuevo en Segunda, la temporada 2008-09 disputó otros 26 partidos con los alicantinos. Durante la 2009-10, fichó por el C. D. Alcoyano.
En total, Luis Gil participó en 255 partidos de LaLiga, 22 de ellos en la Primera División.[cita requerida]

## Trayectoria institucional
Simultáneamente a su paso por los clubes formó parte de la junta directiva de la Asociación de Futbolistas Españoles, de la que fue gerente durante seis años. Desde esta institución participó activamente en las negociaciones del Convenio Colectivo del Fútbol Profesional entre LALIGA y la AFE. Se incorporó a LaLiga en 2017 para dirigir el departamento de competiciones y la Oficina del Jugador, desde donde trabajó muy activamente en pro del bienestar de los futbolistas, para la mejor coordinación con otras instituciones en la elaboración de los calendarios y en el diseño de las competiciones. Su ausencia tras el fallecimiento concitó el reconocimiento de todo el sector del fútbol, que reconoció su valía personal y profesional.